# Preußen (Schiff, 1905)
Die Preußen war ein Linienschiff der Braunschweig-Klasse der ehemaligen Kaiserlichen Marine. Benannt war es nach Preußen, dem größten Teilstaat des deutschen Kaiserreichs.

## Technik
Die Preußen lief 1903 bei der Werft A.G. Vulcan in Stettin vom Stapel. Ihre Schwesterschiffe waren Braunschweig, Elsass, Hessen und Lothringen.
Die Schiffe der Braunschweig-Klasse hatten drei Schornsteine, waren 127,7 Meter lang, verdrängten 13.208 Tonnen, liefen mit drei Verbunddampfmaschinen 18,7 Knoten und hatten eine Besatzung von 35 Offizieren und 708 Mannschaften. Die Bewaffnung bestand aus vier 28-cm-Schnellladekanonen in Doppeltürmen, vierzehn 17-cm-, achtzehn 8,8-cm-Schnellladekanonen und sechs Torpedorohren.

## Geschichte
Die Preußen war im Ersten Weltkrieg Flaggschiff des II. Geschwaders der Hochseeflotte; erst unter Vizeadmiral Reinhard Scheer, danach unter Konteradmiral Franz Mauve. Sie nahm an der Seeschlacht am Skagerrak nicht teil, sondern war, unter Kapitän zur See Frey, zur Bewachung des Öresunds abgestellt.
Nach Kriegsende wurde das Linienschiff von der Reichsmarine übernommen.
Anfang 1919 wurde die Preußen in der nunmehrigen Reichsmarinewerft Wilhelmshaven zum Mutterschiff für flachgehende Minensuchboote (FM-Boote) umgebaut. Insgesamt konnten zwölf dieser kleinen Boote mitgeführt und mittels Kran ausgesetzt werden. Die Preußen unterschied sich von dem ebenfalls umgebauten Schwesterschiff Lothringen durch die beibehaltenen Schwanenhalskräne, da auf der Lothringen Ladebäume eingebaut wurden. Im Gegensatz zum Schwesterschiff wurde die Preußen in dieser Funktion aufgrund von Kopflastigkeit nicht eingesetzt. Ein Rückbau erfolgte aber auch nicht.

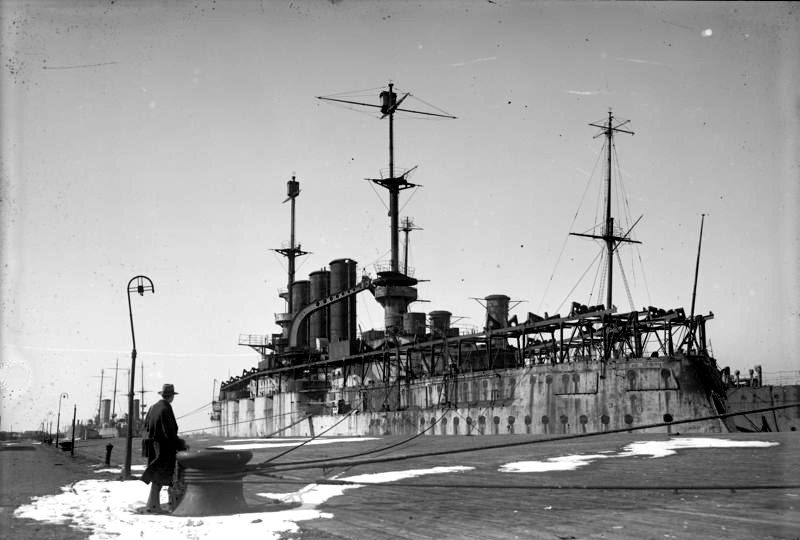
Die aufgelegte Preußen nach dem Umbau zum Mutterschiff für FM-Boote

Am 5. März 1929 wurde das Schiff ausgemustert, am 25. Februar 1931 für 216.800 Reichsmark zum Verschrotten verkauft und im Jahr 1931 größtenteils abgewrackt. Eine 63 Meter lange Mittschiffssektion (im Marinejargon scherzhaft als „SMS Vierkant“ bezeichnet) blieb jedoch als Ansprengziel für Torpedo- und Minenversuche erhalten. Diese wurde im April 1945 in Wilhelmshaven durch Bombentreffer versenkt, Ende 1954 wieder gehoben und verschrottet.

## Kommandanten
12. Juli 1905 bis 8. Mai 1907
- Kapitän zur See Joachim von Bredow: Juli 1905 bis September 1906
- Kapitän zur See Malte von Schimmelmann: von September 1906 bis September 1907
- Kapitän zur See Christian Schütz: von Oktober 1907 bis September 1909
- Fregattenkapitän/Kapitän zur See Karl Seiferling: von September 1909 bis September 1912
- Kapitän zur See Constanz Feldt: von Oktober 1912 bis August 1915
- Kapitän zur See Theodor Frey: von August 1915 bis Dezember 1916
- Kapitän zur See Ernst Ewers in Vertretung im August 1916
- Kapitän zur See Paul Kettner: von Dezember 1916 bis März 1917
- Fregattenkapitän Max Lutter: von März 1917 bis Mai 1917

26. August 1919 bis 18. Dezember 1919
- Kapitänleutnant Fritz Pungs